# 가와카도역
가와카도역(일본어: 川角駅, かわかどえき)은 일본 사이타마현 이루마군 모로야마정에 있는 도부 철도 오고세 선 역이다. 역 번호는 TJ 43이다.

## 역사
- 1934년 12월 16일: 영업 개시.
- 1987년 8월 25일: 교환역화와 동시에 가와스미 신호장은 폐지됨.

## 역 구조
상대식 승강장 2면 2선의 지상역에서 열차 교환이 가능하다. 역사는 사카도 방향 승강장 쪽에 있고, 오고세 방면 승강장 사이로는 과선교로 연결된다. 자동 개찰기가 설치되어 있다.
화장실은 사카도 방향 승강장의 중앙에 있다. 2009년 3월 과선교부 엘리베이터, 다기능 화장실, 역사 출입 경사로가 설치되었다.
과거에는 단선 승강장 1면 1선의 구조에서 부슈나가세 방향에 사이타마 헤이세이 중・고등학교등 학교 부근에 가와스미 신호소가 설치되어 있었으며, 그 곳에서 열차 교환을 했었다. 그러나, 부슈나가세 ~ 히가시모로 구간의 복선화와 본 역 교환 설비 설치에 따라 폐지되었다.

### 승강장
| 번호 | 노선      | 방향 | 행선                                               |
| ---- | --------- | ---- | -------------------------------------------------- |
| 1    | 오고세 선 | 하행 | 오고세 방면                                        |
| 2    | 오고세 선 | 상행 | 사카도・ 도조 선 가와고에・와코시・이케부쿠로 방면 |

- 다만, 사카도 역으로의 도조 본선은 사카도 역에서 환승이 필요하다.

## 역 주변
역전에는 주차장, 매점, 서점이 있다. 주변에는 단지가 있다. 경계선이 근접하는 사카도시 시내 순환 버스 정류소는 역전 로터리가 없는 관계로 약간 떨어진 곳에 있다.
역 주변에는 학교(특히 대학)가 많고 등하교 시간대에는 도보로 각 학교를 통학하는 모습이 역전의 좁은 도로에 가득 있다. 학교는 모두 도보권 안에 있어서 스쿨 버스 등의 운행은 없다.
- 조사이 대학 사카도 캠퍼스
- 메이카이 대학 사카도 캠퍼스(치학부)
  - 메이카이 대학 치학부 부속 메이카이 대학 병원
- 일본 의료 과학 대학
- 사이타마 헤이세이 중・고등학교

## 인접역
| 도부 철도 오고세 선        | 도부 철도 오고세 선 | 도부 철도 오고세 선          |
| -------------------------- | ------------------- | ---------------------------- |
| TJ 42 니시오야 사카도 방면 |                     | 부슈나가세 TJ 44 오고세 방면 |